# Joachim Malling
Joachim Stoltze Malling (født 1. juli 1949) er en dansk forlægger og direktør.
Han læste klassisk filologi, men færdiggjorde aldrig studiet, da han blev ansat i Forlaget Rhodos 1968, i forlaget Fremad 1972, var medstifter af Mallings Forlag 1975, adm. direktør i Hans Reitzels Forlag 1984, adm. direktør i Munksgaard 1987, hvorefter han blev adm. direktør og koncerndirektør i Det Berlingske Officin, nu Berlingske Media fra 1999 indtil 2006.
Han har været aktiv inden for bogbranchen og beklædt flere tillidshverv, bl.a. i Den Danske Forlæggerforening, direktør i Gads Fond og GEC Gad A/S og formand for Gads Forlags bestyrelse. 
Siden sin afgang fra  Det Berlingske Officin i 2006, har han været i færd med at udarbejde en oversættelse af Cæsars Gallerkrigene fra latin til dansk.